# Ataxia stehliki
Ataxia stehliki là một loài bọ cánh cứng trong họ Cerambycidae.